# Enneapterygius fasciatus
Enneapterygius fasciatus és una espècie de peix de la família dels tripterígids i de l'ordre dels perciformes.

## Morfologia
- Els mascles poden assolir 3 cm de longitud total.[2][3]

## Hàbitat
És un peix marí de clima tropical i associat als esculls de corall que viu entre 1-25 m de fondària.

## Distribució geogràfica
Es troba des de l'Àfrica oriental fins a Papua Nova Guinea, Salomó i Taiwan.